# アムコアテクノロジー
アムコアテクノロジー（Amkor Technology, Inc）は、アメリカ合衆国アリゾナ州テンペに本社を置き、半導体製造の後工程を行う企業である。アムコー・テクノロジーとも呼ばれる。

## 概要
韓国の亜南（アナム）産業が1968年に開始した同国初の半導体事業をルーツに持つ。主な事業はアメリカの半導体メーカーから請け負う半導体の組付け（後工程）であったが、1970年代よりは松下電器と技術・ブランド提携を始めて電子事業にも広めていた。亜南産業は1990年代以降、経営難によって同国の東部グループに買収されたが、半導体後工程事業は創立者の息子が担当していた亜南のアメリカ拠点であったアムコアが取得した。
最大である韓国のほか、中国、台湾、フィリピン、マレーシアに工場を有し、車載用MEMSの組立などを行う。
日本では、2016年より大分県臼杵市に本社を置くジェイデバイス株式会社の株式の100%を保有する親会社である。かつては子会社のアムコー岩手株式会社が、岩手県北上市の岩手東芝エレクトロニクス株式会社内にあったが、2014年6月にジェイデバイス株式会社に譲渡している（同年12月にジェイデバイス株式会社が吸収合併）。
マレーシアの工場は、1973年からスランゴール州クアラ・ランガットに位置する。元々は東芝のパワー半導体後工程製造子会社であった東芝エレクトロニクス・マレーシアを取得したものである。